# Liste der denkmalgeschützten Objekte in Sautens
Die Liste der denkmalgeschützten Objekte in Sautens enthält die 15 denkmalgeschützten, unbeweglichen Objekte der Gemeinde Sautens.

## Denkmäler
| Foto  |                 | Denkmal                                                                                       | Standort                                   | Beschreibung | Metadaten |
| ----- | --------------- | --------------------------------------------------------------------------------------------- | ------------------------------------------ | --- | --- |
| ja    | Datei hochladen | Pestkapelle HERIS-ID: 23615 Objekt-ID: 19971 TKK: 20262                                       | östlich Bichlenweg 20 Standort KG: Sautens | Die ehemalige Pestkapelle steht auf freien Feld nordöstlich des Dorfes. Der rechteckige Mauerbau mit Satteldach wurde 1630 erbaut und nach 1856 mit einer dreiseitigen Apsis baulich erweitert. Reste figuraler Fassadenmalerei aus dem Jahre 1963. Die Kapelle hat nach Westen eine Rundbogenöffnung mit Schmiedeeisengitter und im Inneren eine Stichkappentonne. | BDA-Hist.: Q37877705 Status: § 2a Stand der BDA-Liste: 2025-06-30 Name: Pestkapelle GstNr.: 1496 Pestkapelle Sautens                                        |
| ja BW | Datei hochladen | Jakobsbrunnen in Wegscheide HERIS-ID: 23624 Objekt-ID: 19980 TKK: 20294                       | bei Dorfstraße 29 Standort KG: Sautens     | Der Laufbrunnen steht an der Fassade eines Wohngebäudes. Zwei Brunnentröge aus Stein, der Haupttrog ist an der Vorderseite inschriftlich mit 1957 datiert. Auf der eckigen Brunnensäule steht unter einer Blechverdachung eine Holzskulptur des hl. Jakobus des Älteren auf geschwungenem Sockel. | BDA-Hist.: Q37877770 Status: § 2a Stand der BDA-Liste: 2025-06-30 Name: Jakobsbrunnen in Wegscheide GstNr.: 1605/2                                          |
| ja    | Datei hochladen | Profanierte Pfarrkirche HERIS-ID: 23611 Objekt-ID: 19967 TKK: 20256                           | Dorfstraße 31 Standort KG: Sautens         | Die alte Pfarrkirche hll. Oswald und Wolfgang wurde urkundlich 1517 als Filialkirche geweiht. Der Bau wird dem Meister Jakob von Tarrenz zugeschrieben. Die Kirche wurde 1635 neu gebaut und 1746 vergrößert. Im 19. Jahrhundert wurde die Kirche profaniert, sie wird heute als Sennereigeschäft geführt. Die ursprüngliche Kirche wurde als vierjochiger Bau mit dreiseitig schließendem Chor errichtet, der Turm war an der Südseite angestellt. Das Innere ist mit einer Stichkappentonne überwölbt. Die Fresken wurden 1930 von Johannes Obleitner übermalt, sie zeigen eine hl. Cäcilia im Chor und eine Ansicht der ehemaligen Kirche. | BDA-Hist.: Q37877654 Status: § 2a Stand der BDA-Liste: 2025-06-30 Name: Profanierte Pfarrkirche GstNr.: .153/1 Profanierte Pfarrkirche Sautens              |
| ja    | Datei hochladen | Brunnen in Vorderrain HERIS-ID: 23625 Objekt-ID: 19981 TKK: 20296                             | bei Dorfstraße 59 Standort KG: Sautens     | Der Laufbrunnen hat zwei steinerne Brunnentröge, der Haupttrog ist an der Vorderseite inschriftlich mit 1964 datiert. Auf der eckigen Brunnensäule steht unter einer Blechverdachung eine Holzskulptur Christus als Guter Hirte. | BDA-Hist.: Q37877782 Status: § 2a Stand der BDA-Liste: 2025-06-30 Name: Brunnen in Vorderrain GstNr.: 1605/2                                                |
| ja    | Datei hochladen | Bauernhaus, Kasselas HERIS-ID: 23612 Objekt-ID: 19968 TKK: 20282                              | Dorfstraße 104 Standort KG: Sautens        | Der zweigeschoßige, quergeteilte Einhof mit Satteldach wurde inschriftlich 1788 erbaut und war ursprünglich materiell geteilt. Der unterkellerte Wohnteil ist zur Gänze gemauert und giebelseitig über einen Mittelflur erschlossen. Die regelmäßig gegliederte Fassade zeigt reiche Architekturmalerei: Eckpilaster, Gesimsbänder und verkröpfte Fenster und Portalrahmung mit bekrönenden Festons; die Fenster sind teils als Scheinfenster gestaltet. An der westlichen Eingangsfassade befindet sich über dem Portal ein Chronogramm mit der Jahreszahl 1788 sowie figurale Darstellungen der hll. Magdalena und Antonius. Die Fassadenmalerei stammt von Anton Hechenberger und wurde 1964 von Franz Xaver Pizzinini restauriert. Die Küche ist tonnengewölbt. Der Wirtschaftsteil schließt im Osten mit einem gemauerten Stall und einer in Ständerbauweise gezimmerten Heulege an. | BDA-Hist.: Q37877667 Status: Bescheid Stand der BDA-Liste: 2025-06-30 Name: Bauernhaus, Kasselas GstNr.: .85                                                |
| ja    | Datei hochladen | Herz-Jesu-Kapelle in Reitle HERIS-ID: 23622 Objekt-ID: 19978 TKK: 20266                       | bei Dorfstraße 119 Standort KG: Sautens    | Die Kapelle wurde im Jahr 1664 als Dank für die Errettung nach einem Brand errichtet und 1815 erneuert. Der quadratisch gemauerte Kapellenbildstock hat einen dreiseitigen Schluss und ein Satteldach, er ist zur Straße hin mit einem dreipassförmigen Eingangsbogen geöffnet. In der vergitterten Nische eine Stichkappentonne mit zarten, gotisierenden Graten. | BDA-Hist.: Q37877742 Status: § 2a Stand der BDA-Liste: 2025-06-30 Name: Herz-Jesu-Kapelle in Reitle GstNr.: .64 Herz-Jesu-Kapelle in Reitle                 |
| ja    | Datei hochladen | Kapelle Zu den unschuldigen Kindern in Haderlehn HERIS-ID: 7523 Objekt-ID: 3458 TKK: 20267    | bei Haderlehn 8 Standort KG: Sautens       | Die Haderlehner Kapelle wurde anstelle einer wohl bereits um 1700 errichteten Kapelle in den Jahren 1776/1777 grundlegend erneuert. Die Schaufassade mit dem abgefasten Portal und den breiten, seitlichen Fensteröffnungen sowie die geschwungene Lichtöffnung oberhalb des Portals wurde vermutlich vom Vorgängerbau übernommen. Der zweijochige, gemauerte Bau hat einen dreiseitig schließenden Chor. Das steile, schindelgedeckte Satteldach wird von einem offenen, hölzernen Dachreiter mit Pyramidendach abgeschlossen. Die westliche Eingangsfassade ist durch einen geschwungenen Blendgiebel betont. Darauf befand sich ursprünglich ein Christophorusfresko (inschriftlich 1776 von Martin Randolf), das in den 1930er Jahren von Karl Obleitner senior übermalt und um 1995 durch ein Holzkreuz ersetzt wurde. Die Langhausseiten und der Chor haben rundbogige Fensteröffnungen. Das Stichkappentonne spannt sich über marmorierten Pilastern, die Stichkappen und der Gurtbogen sind durch gemalte Bänder mit Schnörkel und Rocaillen hervorgehoben. Über dem Eingang befindet sich eine Kartusche mit der Jahreszahl 1777 und der Nennung der Bauherren und Baumeister. Das Deckenfresko zeigt die Aufnahme Mariens in den Himmel und ein Gnadenbild Mariahilf (inschriftlich 1776). | BDA-Hist.: Q37967101 Status: Bescheid Stand der BDA-Liste: 2025-06-30 Name: Kapelle Zu den unschuldigen Kindern in Haderlehn GstNr.: .267 Kapelle Haderlehn |
| ja    | Datei hochladen | Kath. Pfarrkirche Mariae Heimsuchung und Friedhof HERIS-ID: 23609 Objekt-ID: 19965 TKK: 20254 | Kirchweg 2 Standort KG: Sautens            | Da die alte Kirche Anfang des 19. Jahrhunderts zu klein wurde, wurde 1828–1830 die neue Pfarrkirche nach Plänen von Raimund Besser durch Josef Simon Moosbrugger errichtet. Der spätklassizistische Kirchenbau besteht aus einem vierjochigen Langhaus und einem einjochigen, eingezogenen Polygonalchor, im Norden ist der Turm mit Zwiebelhelm angebaut. Langhaus und Chor sind über breiten Gesimsen mit Rundbogenfenstern gegliedert. An der Eingangsfassade im Nordosten befindet sich das Hauptportal mit Ädikularahmung. Im Inneren ist der Saalraum einheitlich durch ionische Pilaster gegliedert, die ein umlaufendes Gebälk mit Eierstab und Palmettenornament tragen. Langhaus und Chor werden von Segmentbogentonnen überspannt und sind mit sparsam gesetzten Stuckaturen von Hieronymus Moosbrugger akzentuiert. Die Deckenmalereien schuf Johann Endfelder 1843. Die Altäre wurden von Franz Xaver Renn entworfen und durch Peter Paul Gritsch 1834/35 ausgeführt. Die Altarbilder stammen von Josef Erler, die Reliefs der Aufsätze von Josef Falbesoner. | BDA-Hist.: Q22661525 Status: § 2a Stand der BDA-Liste: 2025-06-30 Name: Kath. Pfarrkirche Mariae Heimsuchung und Friedhof GstNr.: .1, 1 Pfarrkirche Sautens |
| ja    | Datei hochladen | Kriegerdenkmal HERIS-ID: 23616 Objekt-ID: 19972 TKK: 20255                                    | bei Kirchweg 2 Standort KG: Sautens        | Das Kriegerdenkmal für die Opfer beider Weltkriege ist in die Umfassungsmauer des Friedhofes eingebunden. Es wurde 1922 errichtet. Der Entwurf stammt von Karl Ludwig Paulmichl. Architektonischer Aufbau mit Pilaster und kräftigem Gebälk mit Zahnschnittfries. Die Inschriftentafeln mit den Namen der Gefallenen sind mit einem Lorbeerkranz gerahmt. An den seitlichen Pilastern Hochreliefs eines trauernden Mannes und einer trauernden Frau jeweils mit Kind. | BDA-Hist.: Q37877718 Status: § 2a Stand der BDA-Liste: 2025-06-30 Name: Kriegerdenkmal GstNr.: 1571/1                                                       |
| ja    | Datei hochladen | Friedhofskapelle HERIS-ID: 23610 Objekt-ID: 19966 TKK: 20259                                  | bei Kirchweg 2 Standort KG: Sautens        | Die Friedhofskapelle wurde im Zusammenhang mit dem Bau der neuen Pfarrkirche 1831 südwestlich vor der Kirche errichtet. Der gemauerte Nischenbildstock mit geradem Schluss und Satteldach ist nach Nordosten hin mit einem Rundbogen geöffnet. | BDA-Hist.: Q37877639 Status: § 2a Stand der BDA-Liste: 2025-06-30 Name: Friedhofskapelle GstNr.: .2 Alte Friedhofskapelle Sautens                           |
| ja    | Datei hochladen | Ehem. Friedhofskapelle HERIS-ID: 23613 Objekt-ID: 19969 TKK: 20258                            | Mühlgasse Standort KG: Sautens             | Die Kapelle am ehemaligen Friedhof wurde urkundlich 1787 erwähnt, der Friedhof war bis zum Bau der neuen Pfarrkirche 1831 in Verwendung. Der rechteckige gemauerte Bau hat ein Satteldach und ein Rundbogenportal an der Nordseite. An der Eingangsfassade gliedernde Architekturmalerei, im Giebelfeld Kartusche und Todessymbole. Das Innere ist tonnengewölbt mit eingezogenem, rundbogigem Triumphbogen. | BDA-Hist.: Q37877680 Status: § 2a Stand der BDA-Liste: 2025-06-30 Name: Ehem. Friedhofskapelle GstNr.: .160 Ehemalige Friedhofskapelle Sautens              |
| ja    | Datei hochladen | Bildstock HERIS-ID: 23614 Objekt-ID: 19970 TKK: 20261                                         | gegenüber Mühlgasse 6 Standort KG: Sautens | Der gemauerte Nischenbildstock steht in der nördlichen Umfassungsmauer des alten Friedhofs, nördlich der alten Friedhofskapelle. Er stammt vom Ende des 18. Jahrhunderts. Er hat einen geraden Schluss und ein Satteldach, die südseitige rundbogige Nische ist mit Architekturmalerei (Pilaster und Gebälk) gerahmt. | BDA-Hist.: Q37877693 Status: § 2a Stand der BDA-Liste: 2025-06-30 Name: Bildstock GstNr.: 129                                                               |
| ja    | Datei hochladen | Anlage Freizeitzentrum Sautens HERIS-ID: 246986 TKK: 20269seit 2023                           | Mühlgasse 16 Standort KG: Sautens          | Das Schwimmbad am nordöstlichen Ortsrand wurde 1975–1977 nach Plänen der Architektengemeinschaft C4 in einer avantgardistisch-klaren Formensprache errichtet und war ursprünglich als Freizeitanlage mit Mehrzweckraum und Saunalandschaft (nicht ausgeführt) geplant. Die Anlage besteht aus dem langgestreckten Baukörper im Norden samt Vorplatz mit Treppe und Rampe, der südlich vorgelagerten, angelegten Liegewiese sowie den Freibecken für Schwimmer und Nichtschwimmer und einem kleineren Kinderbecken. Der eingeschoßige Bau mit Flachdach ist in Stahlbetonbauweise ausgeführt, die Träger der Konstruktion sind sowohl am Außenbau als auch im Inneren sichtbar. Der stark geometrisch angelegte Bau wird im Osten von einer frei liegenden Stiegenanlage als Aufgang für die ehemalige Liegefläche am Dach akzentuiert. Die Belichtung erfolgt über großzügige Fensterbänder mit metallgefasster Verglasung. Das Innere ist klar strukturiert: Im Osten befindet sich das Restaurant mit Holzdecke und großer vorgelagerter Terrasse, in der Mitte liegen der Kassabereich und diverse Lagerräumlichkeiten, im Westen die Umkleideräume, im Keller ein Mehrzweckraum. Aus dem Gebäude führen zwei betonierte Wege über die Liegewiese zu den Schwimmbecken. Die drei Becken sind etwas höher als die Gebäudeunterkante gelegen und über wenige Treppen bzw. über die geböschte Wiese zu erreichen. Zwischen den Becken befinden sich drei paarweise angebrachte gelb lackierte Außenduschen. | BDA-Hist.: Q97098385 Status: Bescheid Stand der BDA-Liste: 2025-06-30 Name: Anlage Freizeitzentrum Sautens GstNr.: 412 Freizeitzentrum Sautens              |
| ja    | Datei hochladen | Marienkapelle HERIS-ID: 23619 Objekt-ID: 19975 TKK: 20265                                     | gegenüber Pirchhof 46 Standort KG: Sautens | Die Marienkapelle, auch Pirchhofkapelle, wurde inschriftlich 1897 erbaut. Sie ist ein rechteckiger gemauerter Bau mit schindelgedecktem Satteldach, westseitig ist ein Glockentürmchen angebaut. Nach Südwesten gibt es ein Rechteckportal mit flankierenden Rechteckfenstern, im Giebelfeld darüber ein Lünettenfenster. Innen Tonnengewölbe. | BDA-Hist.: Q37877730 Status: § 2a Stand der BDA-Liste: 2025-06-30 Name: Marienkapelle GstNr.: .298 Marienkapelle Sautens                                    |
| ja    | Datei hochladen | Heiligkreuzkapelle in Reitle HERIS-ID: 23623 Objekt-ID: 19979 TKK: 20263                      | Standort KG: Sautens                       | Die Heiligkreuzkapelle ist ein zweijochiger Mauerbau mit dreiseitigem Chorschluss, geschwungenem Fassadengiebel und schindelgedecktem Satteldach. An der südlichen Eingangsfassade befindet sich das Rundbogenportal und darüber ein dreipassförmiger Oculus. Im Giebelfeld Fresko mit dem von Engeln gehaltenen Heiligen Kreuz von Heinrich Kluibenschedl, urkundlich 1819. Die Rundbogenfenster an den Langhausseiten sind Scheinfenster, die Kapelle wird durch rundbogige Fenster in der Apsis sowie durch das eingangsseitige Dreipassfenster belichtet. Innen Stichkappentonne über Pilastern und eingeschwungenen Ecken. Der Triumphbogen ist im Scheitel mit der Jahreszahl 1782 datiert. Die ornamentale Deckenmalerei mit Rocaillen, Blumengirlanden und Putti stammt von Anton Hechenberger aus dem Jahre 1782 (inschriftlich). | BDA-Hist.: Q37877760 Status: § 2a Stand der BDA-Liste: 2025-06-30 Name: Heiligkreuzkapelle in Reitle GstNr.: .68 Heiligkreuzkapelle Reitle                  |